# Szabolcs-Szatmár-Bereg Vármegyei Büntetés-végrehajtási Intézet
A Szabolcs-Szatmár-Bereg Vármegyei Büntetés-végrehajtási Intézet büntetés-végrehajtási szerv Szabolcs-Szatmár-Bereg vármegye székhelyén, Nyíregyházán.
Költségvetési szerv, jogi személy. 
Alaptevékenysége a külön kijelölés által meghatározott körben:
- az előzetes letartóztatással,
- a biztonsági és egyéb fontos okból elhelyezett elítéltek szabadságvesztésével, továbbá
- az elzárással

összefüggő büntetés-végrehajtási feladatok ellátása. 
Felügyeleti szerve a Belügyminisztérium, szakfelügyeletet ellátó szerve a Büntetés-végrehajtás Országos Parancsnoksága.

## Története
A Nyíregyházi Királyi Törvényszéki Fogház építését 1889-ben kezdték meg Wagner Gyula építész tervei alapján. Alapító okirata szerint 1891-ben létesítették, és ez évben fogadta az első rabokat. 
1928-ban a fiatalkorú férfi elítéltek fogvatartására jelölte ki. Az intézet rabkertészetet működtetett. 1945-ig kápolna és rabkórterem tartozott az intézethez.
1950-ben a tiszalöki vízerőművet építő kényszermunkásokat helyezték el falai között.
Felújítására az 1960-as és 1980-as években került sor.
Az elítéltek foglalkoztatását szolgálja az ÁBRÁND-Ágynemű, Fehérneműgyártó és Forgalmazó Kft. intézet mellett működő fióktelepe.